# 2019年鳥取縣知事選舉
2019年鳥取縣知事選舉（日语：／ Nisenjūkyū nen Tottori-ken chiji senkyo）是2019年（平成31年）4月7日在日本舉行的第19回統一地方選舉中選出第20任鳥取縣知事的選舉。是次選舉的候選人是時任鳥取縣知事平井伸治、福住英行與井上洋，其中平井伸治連任知事，並以四屆的任期並列為鳥取縣史上任期最長的知事。

## 概要
由於時任鳥取縣知事平井伸治的任期即將終結，選舉於2019年（平成31年）3月21日獲公告於同年4月7日進行，以選出下一任鳥取縣知事。平井伸治參與了是次選舉競選連任，並强調其在任3任12年來的政績，包括與市政當局合作爭取免費托兒服務、訂立手語法規、促進旅遊業和移民等。福住英行對外稱自己如果當選，將完全免除兒童醫療服務費用、降低國民健康保險費，並促進當地的農業、林業、漁業及工商業；他反對重啟島根核能發電廠，並要求撤銷在米子市淀江町地區建設工業廢物堆填區的計劃，而他也反對將消费税率提高到10%。井上洋則並無發表自己的政見。由於平井伸治在縣行政管理方面的聲譽，平井和福住的差距可謂天差地別。平井伸治在是次選舉中取得了執政黨自民黨、公明黨、反對黨國民民主黨三黨的縣組織和民衆廣泛的支持。是次選舉的投票率為53.09%，比上一次選舉的投票率56.96%為低，而平井伸治以92.3%的得票率成功連任，並以四屆的任期並列為鳥取縣史上任期最長的知事。

## 候選人及選舉結果
是次選舉的合資格選民共有467,148人。平井伸治在是次選舉中得到225,883票，以92.3%的得票率當選知事。如無另外注明，以下資料皆由日本放送協會的統一地方選2019網站提供。
| 黨籍           | 無黨籍                                                            | 無黨籍                   | 無黨籍         |
| 候選人         | 平井伸治                                                          | 福住英行                 | 井上洋         |
| 候選人         |                                                                   |                          |                |
| 年齡           | 57                                                                | 43                       | 70             |
| 此前職位       | 鳥取縣知事（競選連任）                                            | 日本共產黨鳥取縣常任委員 | 貿易事務所代表 |
| 政黨推薦、支持 | 立憲民主黨 自由民主党鳥取縣連 国民民主党鳥取縣連 公明黨鳥取縣本部 | 日本共產黨               |                |
| 得票數         | 225,883                                                           | 14,056                   | 4,905          |
| 得票率         | 92.3%                                                             | 5.7%                     | 2.0%           |
| 當選           | 是                                                                |                          |                |